# Karl Moritz Diesing
Karl Moritz Diesing est un naturaliste et zoologiste autrichien, né le 16 juin 1800 et mort le 10 janvier 1867.
Sa principale œuvre est Systema Helminthum (deux volumes, 1850-1851) et Revision der Nematoden (1861). C’est dans son article intitulé « Versuch einer monographie der Gattung Pentastoma » (Ann. Wien Mus. Naturges. 1836, 1–32) qu’il établit la véritable nature des Pentastomida qu’il place dans un nouveau groupe nommé Acanthotheca.